# Seigneurie du Bic
La seigneurie du Bic était une seigneurie lors de la colonisation française de la Nouvelle-France. Elle était située dans l'actuelle municipalité régionale de comté de Rimouski-Neigette au Bas-Saint-Laurent.

## Histoire

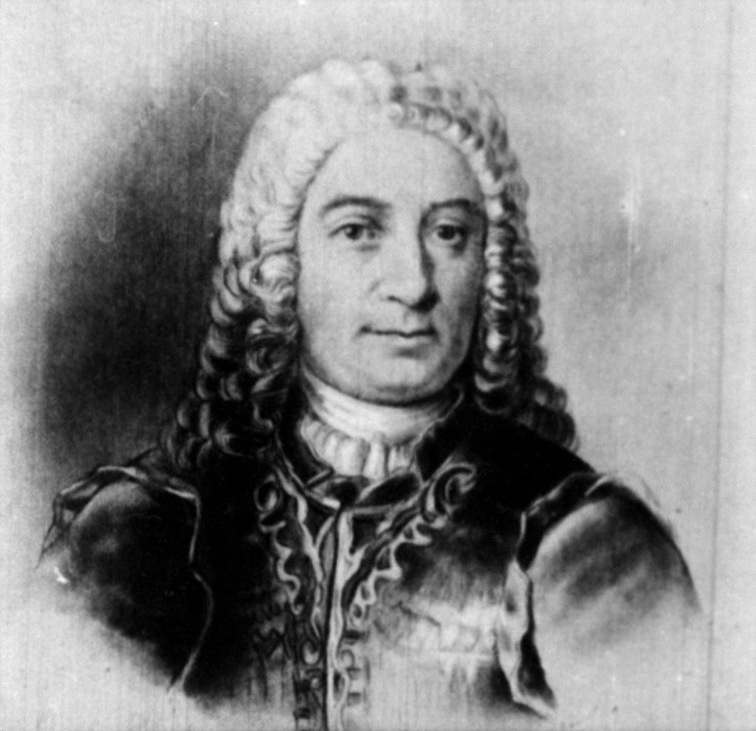
Charles Aubert de la Chesnaye, second seigneur du Bic

Le site maritime du Bic devient un secteur de mouillage des navires dès l'arrivée des explorateurs français en Amérique du Nord. Le Mont-Comi et le pic Champlain sont des points de repères facile à identifier et la baie permet aux navires de s'abriter lorsque les conditions climatiques sont défavorables. Mais aucun effort n'est alors fait pour coloniser la région.  
La seigneurie est concédée le 6 mai 1675 à Charles Denys de Vitré qui appartient à une famille influente de la Nouvelle-France et est lui-même membre du Conseil souverain de la Nouvelle-France depuis 1673,. De Vitré s'implique fortement pour le développement de l'industrie des pêches sur le fleuve Saint-Laurent et lorsqu'il acquiert la seigneurie en 1675, il envisage surtout d'y développer l'industrie de la pêche compte tenu de son éloignement du cœur de la colonie.
Selon l'historien J. D. Michaud, un dénommé Jean Gaignon est le premier résident d'origine européenne à s'y établir vers 1680. Ce dernier conclut une entente avec le seigneur de Vitré le 3 septembre 1686 pour l'exploitation des pêches. L'entente stipule que Gaignon s'engage à s'installer au Bic pour une durée de vingt ans et de partager à part égal avec de Vitré les profits de ses pêcheries, de la traite des fourrures et des autres commerces qu'ils pourraient y pratiquer. Un recensement effectué en 1688 mentionne la présence au Bic d'une famille et de douze enfants.    
Toujours en 1688, Charles Denys de Vitré vend la seigneurie du Bic à Charles Aubert de la Chesnaye afin de lui rembourser une dette de 2 050 livres. Le contrat de vente mentionne que le nouveau propriétaire de la seigneurie entend respecter l'entente existant entre Gaignon et de Vitré. Cependant Gaignon décède en 1699 et sa famille quitte la seigneurie qui n'abrite plus aucun colon jusqu'en 1750.

## Territoire
Lors de la concession de la seigneurie en 1675, son territoire mesure deux lieues de front sur le fleuve Saint-Laurent par deux lieues de profondeur. Selon l'acte de concession, elle est située le long de la « rivière métisse », qu'on assimile par la suite à la rivière Rimouski, et son territoire inclut l'île du Bic.